# Bulbophyllum bifarium
Espèce
Synonymes
- Bulbophyllum pallescens Kraenzl.[1]
- Phyllorchis bifaria (Hook. f.) Kuntze[1]
- Phyllorkis bifaria (Hook.f.) Kuntze[1]

Statut de conservation UICN

 VU B2ab(iii) : Vulnérable
Bulbophyllum bifarium Hook. f. est une espèce d'orchidées du genre Bulbophyllum présente au Cameroun, plus rarement au Kenya.